# Obrońcy
Obrońcy (ang. The Defenders, 2010-??) – amerykański serial obyczajowy nadawany przez stację CBS od 22 września 2010 roku. W Polsce jest nadawany od 15 listopada 2010 roku na kanale AXN. 15 Maja 2011 roku sieć CBS zaprzestała produkcji serialu.

## Fabuła
Las Vegas – miasto hazardu i rozpusty, w którym kradzieże, morderstwa i rozboje są na porządku dziennym. Tu właśnie zdecydowali się pracować adwokaci Nick Morelli (Jim Belushi) i Pete Kaczmarek (Jerry O’Connell). Partnerów w interesach łączy poświęcenie, z jakim wykonują swój zawód, poza tym niemal wszystko ich różni.
Nick jest bardzo obowiązkowy i wiecznie zapracowany. Tymczasem Pete uwielbia zabawę, piękne kobiety i szybkie samochody. Obaj jednak uzupełniają się, pracując nad kolejnymi, często bardzo skomplikowanymi sprawami. W kancelarii pomagają im młoda adeptka prawa Lisa Tyler (Jurnee Smollett) oraz asystentka Zoey Waters (Tanya Fischer). Razem tworzą zespół, który z poświęceniem zajmuje się zleceniami klientów.

## Obsada
- Jim Belushi jako Nick Morelli
- Jerry O’Connell jako Pete Kaczmarek
- Jurnee Smollett jako Lisa Tyler
- Tanya Fischer jako Zoey Waters
- Gillian Vigman jako Jessica